# Adjud
Adjud est une municipalité de Moldavie roumaine, dans le județ de Vrancea, à l'est du pays.

## Histoire
Durant le néolithique, Adjud faisait partie de la civilisation de Coucouteni-Tripolie. Pendant l'antiquité, elle faisait partie de la Dacie et était habitée par les Carpiens. Suivent les invasions barbares, et après le passage des Goths et de nombreux peuples cavaliers nomades d'origines diverses, trois cultures vont dominer la région d'Adjud : celle des Slaves (arrivés au VIe siècle), celle des Magyars (arrivés au IXe siècle, qui appellent la région Etelköz et dont le nom de la ville : Egyedhalma en hongrois, perpétue le souvenir) et celle des Coumans (arrivés au XIIIe siècle), assimilés au fil du temps par les Proto-roumains qui finissent, en 1359, par émanciper leur principauté de Moldavie des tutelles ruthène et hongroise.
En 1859, la Moldavie, en s'unissant à la Valachie, forme la Roumanie : Adjud est depuis lors une ville roumaine.
Comme toute la Roumanie, Adjud a souffert des régimes dictatoriaux carliste, fasciste et communiste de février 1938 à décembre 1989, mais connaît à nouveau la démocratie et renaît économiquement et culturellement depuis la chute de la dictature en 1989 et depuis son entrée dans l’Union européenne en 2007.

## Démographie
Lors du recensement de 2011, 84,72 % des 79 315 habitants se déclarent roumains et 5,90 % comme roms (9,32 % déclarent une autre appartenance ethnique et 0,04 % déclarent appartenir à une autre ethnie).

## Administration
| Parti | Parti                        | Sièges |
| ----- | ---------------------------- | ------ |
|       | Parti social-démocrate (PSD) | 13     |
|       | Parti national libéral (PNL) | 6      |